# Liste des commanderies templières en Bourgogne
| Cette liste recense les commanderies et maisons de l'Ordre du Temple qui ont existé en Bourgogne. |

## Faits marquants et histoire

Blason de la Bourgogne

Pour la période qui concerne les templiers, à savoir les XIIe et XIIIe siècles, la région correspond presque au duché de Bourgogne auquel il faut ajouter le comté de Nevers. Le comté de Bourgogne correspondant à la Franche-Comté d'aujourd'hui.
Les commanderies implantées en Bourgogne faisaient donc partie de la province de France et dépendaient du maître de cette province tout comme celles présentes en Franche-Comté.

## Commanderies
: édifice classé ou inscrit au titre des monuments historiques.
| Commanderie                  | Ville actuelle (ou à proximité) | Observations | Protection  |
| ---------------------------- | ------------------------------- | --- | ----------- |
| Beaune                       | Beaune                          | [ 2 ] |             |
| Biches                       | Chatillon-en-Bazois             | Capella domus Templi de Biciis, Nivernensis diocesis (procès)                                                                    |             |
| Bures                        | Bure-les-Templiers              | [ 4 ] | Chapelle    |
| Chalon-sur-Saône             | Chalon-sur-Saône                | , |             |
| Châtillon-sur-Seine          | Châtillon-sur-Seine             | |             |
| Coulmier-le-Sec              | Coulmier-le-Sec                 | | [ 9 ]       |
| Coulours                     | Coulours                        | [ 10 ] |             |
| Epailly                      | Courban                         | [ 11 ] | [ 12 ]      |
| Fontenotte                   | Til-Châtel                      | [ 13 ] |             |
| Joigny                       | Joigny                          | Domus Templi de Joigniaco Senonensis diocesis (1306/07) Jadis [du] Temple, Joigni (1373)                                         |             |
| Launay                       | Saint-Martin-sur-Oreuse         | Ne pas confondre avec le Temple de Launay (Sainte-Foy, Saône-et-Loire)                                                           |             |
| La Romagne                   | Saint-Maurice-sur-Vingeanne     | [ 15 ] | Commanderie |
| Le Boulet (Boulay)           | Les Guerreaux (Saint-Agnan)     | Capella domus de Belleyo Eduensis diocesis (procès) Lieux-dits Le Boulet (Les Guerreaux) et Les Chevaliers (La Motte-Saint-Jean) |             |
| Le Feuilloux                 | Neuville-lès-Decize             | Origine hospitalière probable |             |
| Marsoif (ou Marchesoif)      | Tonnerre                        | [ 20 ] |             |
| Montbellet                   | Montbellet                      | [ 21 ] | [ 22 ]      |
| Saint-Marc (ou Saint-Médard) | Nuits                           | [ 10 ] | Chapelle    |
| Sauce d'Island               | Island                          | [ 10 ] | Chapelle    |
| Sauce (ou Sauce-Auxerre)     | Escolives-Sainte-Camille        | [ 10 ] |             |
| Uncey                        | Uncey-le-Franc                  | , |             |
| Villemoison                  | Saint-Père                      | , | [ 29 ]      |
| Voulaines-les-Templiers      | Voulaines-les-Templiers         | [ 30 ] |             |
| Vallan                       | Vallan                          | [ 31 ] |             |

| Localisation en Bourgogne (Liens vers les articles correspondants) |
| --- |
| \| Auvergne Centre Champagne-Ardenne Franche Comté Île de France Rhône-Alpes Beaune Biches Bures Chalon/Saône Coulours Épailly Fontenotte Joigny Launay La Romagne Le Boulet Le Feuilloux Marsoif Montbellet St-Marc Sauce d'Island Sauce Uncey Villemoison Voulaines Vallan Chambeugle Launay Montmorot \| |
| Auvergne Centre Champagne-Ardenne Franche Comté Île de France Rhône-Alpes Beaune Biches Bures Chalon/Saône Coulours Épailly Fontenotte Joigny Launay La Romagne Le Boulet Le Feuilloux Marsoif Montbellet St-Marc Sauce d'Island Sauce Uncey Villemoison Voulaines Vallan Chambeugle Launay Montmorot       |

## Autres biens
- Maison du Temple d'Auxerre qui dépendait de la commanderie de Sauce
- Maison du Temple de Buxy près du village de Jully-lès-Buxy qui dépendait de la commanderie de Chalon-sur-Saône[32]
- Maison du Temple de Chambeugle[33],[34] (domus Templi de Campo Bubali Senonensis diocesis, 1307) qui semble dépendre à la fin du XIIIe siècle de la commanderie de Montbouy[35] dans le Loiret (Centre-Val-de-loire)
- Maison du Temple de Fontenotte qui dépendait de la commanderie de Bures[36]
- Maison du Temple de Fontenay-près-Chablis et son château rattachés à la commanderie de Saint-Marc[37]
- Maison du Temple de Givry qui dépendait de la commanderie de Chalon-sur-Saône[38]
- Maison du Temple de Launay (la maison de Launoys qui fut du Temple (membre d'Espinassy sous les Hospitaliers), 1333)[39] , commune de Sainte-Foy
- Maison du Temple de Montmorot, sur la commune de Fraignot-et-Vesvrotte au lieu-dit « la ferme de Montmorot »[40],[41].
- Maison du Temple de Saint-Bris-le-Vineux[34] qui était proche de la maison de Fontenay-près-Chablis
- Maison du Temple de Sevrey qui dépendait de la commanderie de Chalon-sur-Saône[38]

|                         |
| Chapelle de Chambeugle. |

|                              |
| Chapelle du Saulce-d'Island. |

| Vue d'ensemble              |
| Commanderie de Villemoison. |

| Vestiges de la commanderie de Bures |
| Ruines de Bures.                    |

## Possessions douteuses ou à vérifier
- La Maison du Temple de La Bruyère (apud Brugeriam Templi Bituricensis diocesis, procès)[42] située selon certains auteurs près de Braize dans l'Allier[43],[45]